# 훙치구

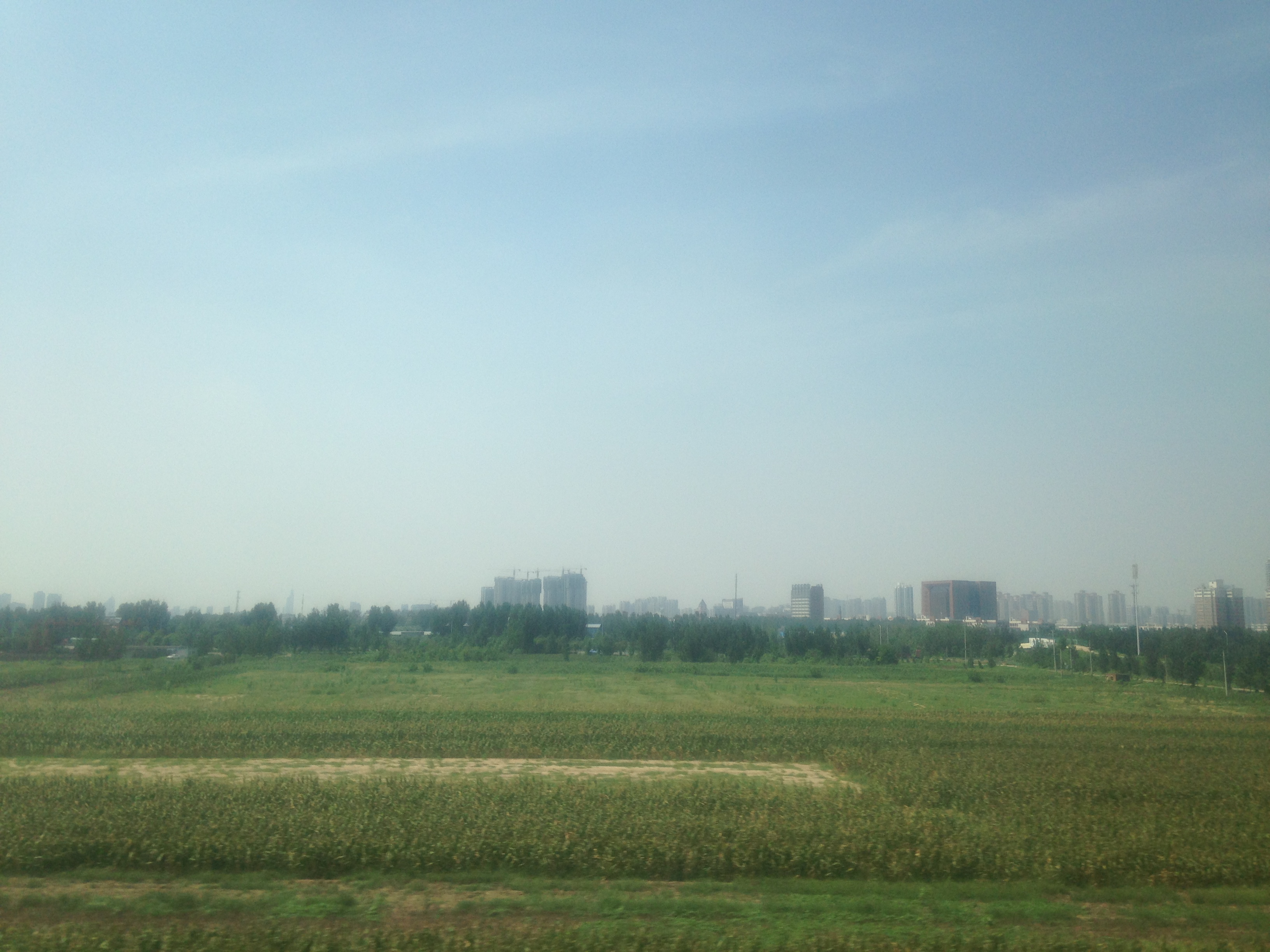

훙치구(한국어: 홍기구, 중국어: 红旗区, 병음: Hóngqí Qū)는 중화인민공화국 허난성 신샹 시의 현급 행정구역이다. 넓이는 99km2이고, 인구는 2007년 기준으로 310,000명이다.

## 행정 구역
5개 가도, 2개 진, 1개 향을 관할한다.
- 가도: 西街街道, 东街街道, 渠东街道, 南干道街道, 向阳小区街道.
- 진: 洪门镇, 小店镇.
- 향: 关堤乡.